# Polesie (gmina Ławaryszki)
Polesie (lit. Pamiškiai; pol. hist. Siergiejewszczyzna) – wieś na Litwie, w rejonie wileńskim, 2 km na wschód od Ławaryszek, zamieszkała przez 58 osób.

## Historia
W dwudziestoleciu międzywojennym leżało w Polsce, w województwie wileńskim, w powiecie wileńsko-trockim, w gminie Mickuny.
Po II wojnie światowej w granicach Związku Sowieckiego. Od 1991 na niepodległej Litwie.